# Масловське (Новгородська область)
Масловське (рос. Масловское) — село в Поддорському районі Новгородської області Російської Федерації.
Населення становить 439 осіб. Входить до складу муніципального утворення Поддорське сільське поселення.

## Історія
Від 2004 року входить до складу муніципального утворення Поддорське сільське поселення

## Населення
| 2010 |
| ---- |
| 439  |